# Aespa
aespa是韓國SM娛樂於2020年推出的四人K-pop女子音樂組合，由Karina、Winter、Giselle、Ningning組成，並由Karina擔任隊長。aespa以真人运营和虚拟成员的模式展开，并为团体的每一个不同的发展阶段打造对应的世界观，同时，也是SM文化宇宙体系里重要的中枢角色团体，文化宇宙中的故事及概念由aespa展开。
2020年11月17日，aespa以單曲《Black Mamba》出道，开启了韩国K-POP第四世代女子团体蓬勃发展的序幕。2021年，aespa发行数字单曲《Next Level》，以中毒性的舞蹈动作和编曲获得大众注目，成为团体第一首，在韩国主要音乐榜单拿下第一名，达成实时“RAK”歌曲。同年10月，团体发行出道后第一张实体专辑《Savage》，同名主打迅速在韩国各大音乐榜单占据冠军位置，并于指标榜单“iChart”达成Perfect all-kill，成为团体第一首达成“PAK”的歌曲。凭借本年度的优异表现，aespa于该年底斩获多个奖项，包含甜瓜音乐奖中年度记录大奖等大赏，奠定了其同代领军团体的地位。
2022年7月，aespa发行第二张迷你专辑《Girls》，以161万预购量创下韩国女子团体最高预购记录，也成为第一个首周销售超过100万的女子团体。随后团体因SM娱乐股权问题进入长期空白期。2023年5月，团体发行第三张迷你专辑《MY WORLD》，首日销售及首周销售均为女子团体第一名，目前已于全球售出超过200万张，成为aespa第一且唯一一张超过200万的专辑。2024年，伴随着第一张正规专辑《Armageddon》的发布，aespa迎来了全新叙述的世界观，故事扩张至多重宇宙论(Multiverse)，并以此世界观概念为主要基础，为后续的发展呈现不同的风格。凭借正规一辑《Armageddon》先行主打曲《Supernova》、主打《Armageddon》大获成功，aespa也在2024年获得了傲人成绩，于该年度MAMA大奖和甜瓜音乐奖等行业指标颁奖礼斩获最佳MV、最佳女团、年度歌曲、年度专辑、年度艺人等重要奖项，成为K-pop唯一获得甜瓜音乐奖四大大赏的女团。

## 官方設定
aespa（符號化為æspa）是由寓意「化身」（Avatar）及「經歷」（Experience）的首写字母组成的「ae」加上有「双面」之意的「Aspect」结合，團體也將根據各種活動體現團體的主旨——「遇见另一个自我化身，体验全新世界」。
2020年11月17日，官方公開團體的粉絲名稱為MY。在虛擬角色所居住的Kwangya（曠野）中，MY寓意為「最珍貴的朋友」。
aespa的官方應援顏色為極光色（Aurora）。

## 成員
- 名字粗體為隊長，團體除隊長外未設置團體定位。

| 藝名   | 藝名 | 本名      | 本名       | 本名     | 出生日期／出生地點                        | 代表符號 | 代表色 | 對應虛擬角色 | 世界觀職務     |
| 英文   | 韓文 | 漢字      | 韓文／原文 | 羅馬拼音 | 出生日期／出生地點                        | 代表符號 | 代表色 | 對應虛擬角色 | 世界觀職務     |
| ------ | ---- | --------- | ---------- | -------- | ----------------------------------------- | -------- | ------ | ------------ | -------------- |
|        |      | 劉知珉    |            |          | 2000年4月11日 韓國京畿道水原市八達區池洞  | 💙愛心   | 藍色   |              | Rocket Puncher |
|        |      |           |            |          | 2000年10月30日 韓國首爾特別市江南區新沙洞 | 🌙月亮   | 粉色   |              | Xenoglossy     |
| 金枝利 |      | Kim Ae-ri |            |          | 2000年10月30日 韓國首爾特別市江南區新沙洞 | 🌙月亮   | 粉色   |              | Xenoglossy     |
|        |      | 金旼炡    |            |          | 2001年1月1日 韓國釜山廣域市中區南浦洞     | ⭐星星   | 白色   |              | Armamenter     |
|        |      | 寧藝卓    |            |          | 2002年10月23日 中国黑龍江省哈爾濱市       | 🦋蝴蝶   | 紫色   |              | E.D Hacker     |

## 演藝經歷

### 2016–2019年：出道前
寧寧、Karina初亮相
在團體正式出道前，寧寧率先於2016年透過SM ROOKIES企劃亮相，其也是團體中唯一先行亮相的成員。
Karina則在2019年以伴舞的身份登場泰民迷你二輯主打歌《Want》的MV中，並短暫於各大音樂節目表演。

### 2020年：正式出道
出道

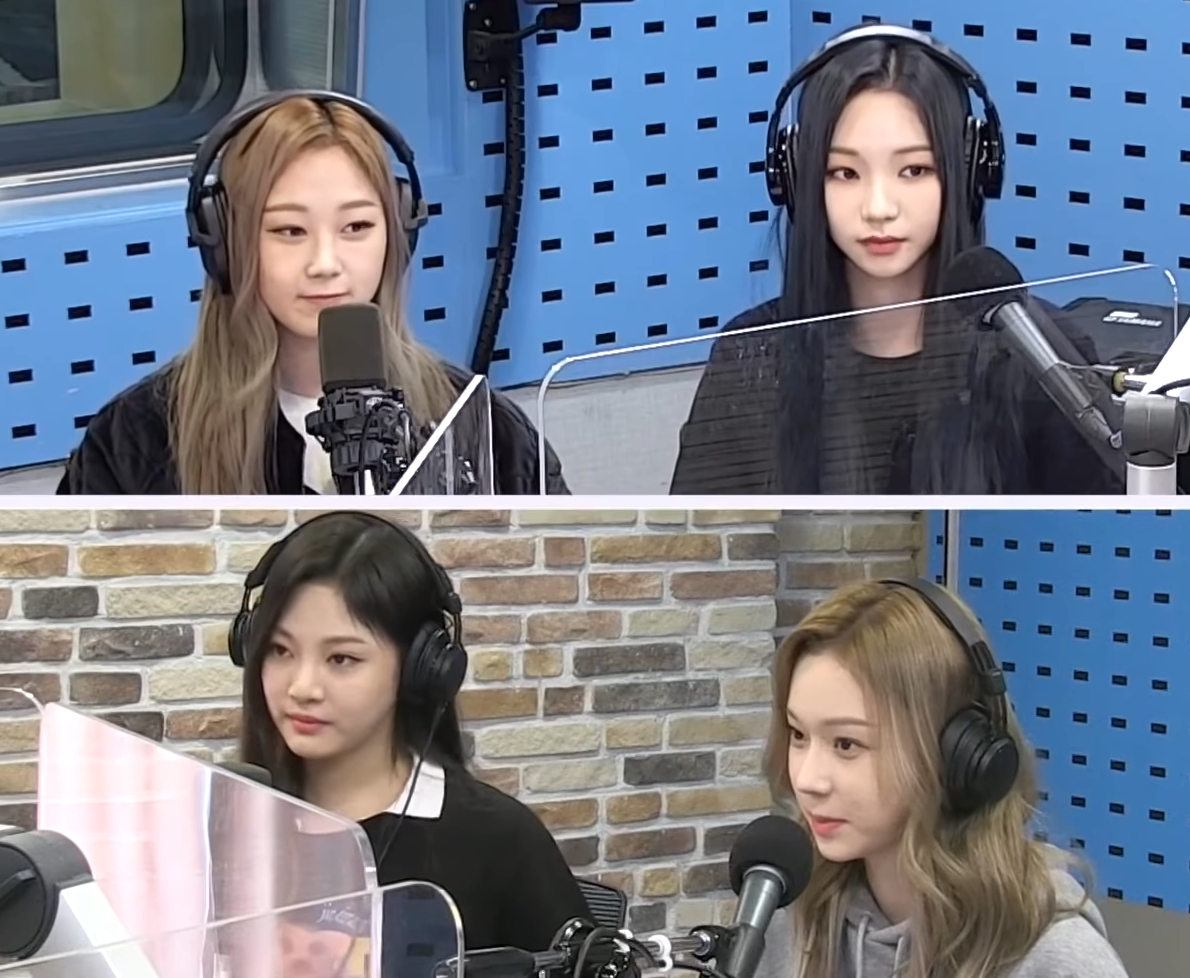
Aespa2020年12月9日在SBS Power FM進行訪問

10月26日，SM娛樂於各社交帳號公開新女團相關的社交媒體。27日，SM娛樂透過官方網站及各社交媒體公佈第一名成員Winter的預告照片，該成員兼具歌唱和舞蹈實力。28日，SM娛樂公佈第二名成員Karina的預告照片，該成員兼具歌唱、饒舌及舞蹈魅力。同日，團體YouTube頻道發布預告影片，介紹特別的世界觀以及與成員Karina相對應的虛擬角色——ae-Karina。29日，SM娛樂公佈第三名成員寧寧的預告照片，該成員具有出色歌唱能力。30日，SM娛樂公佈第四名成員Giselle的預告照片，該成員具有扎實說唱功力，並且能說一口流利的韓語、日語和英語。
11月2日，透過團體YouTube頻道發布世界觀的片段。團體YouTube頻道分別在3日、6日、9日及11日發布成員Winter、Giselle、寧寧及Karina的個人預告影片並介紹與各成員間相對應的虛擬角色。
出道數位單曲《Black Mamba》
11月17日，以首張單曲《Black Mamba》发行出道，MV在YouTube公開24小時內觀看次數便已突破2140萬，創下韓國團體出道MV首日最高觀看次數的新紀錄。20日，在KBS2《音樂銀行》以數位單曲《Black Mamba》首次参与音乐节目。這首歌連續三週在中國最大的音樂流媒體服務QQ音乐的韓國週榜排行榜上排名第一。

### 2021年：發行《Forever》、《Next Level》、迷你一輯《Savage》、《Dreams Come True》
《Black Mamba》MV破億

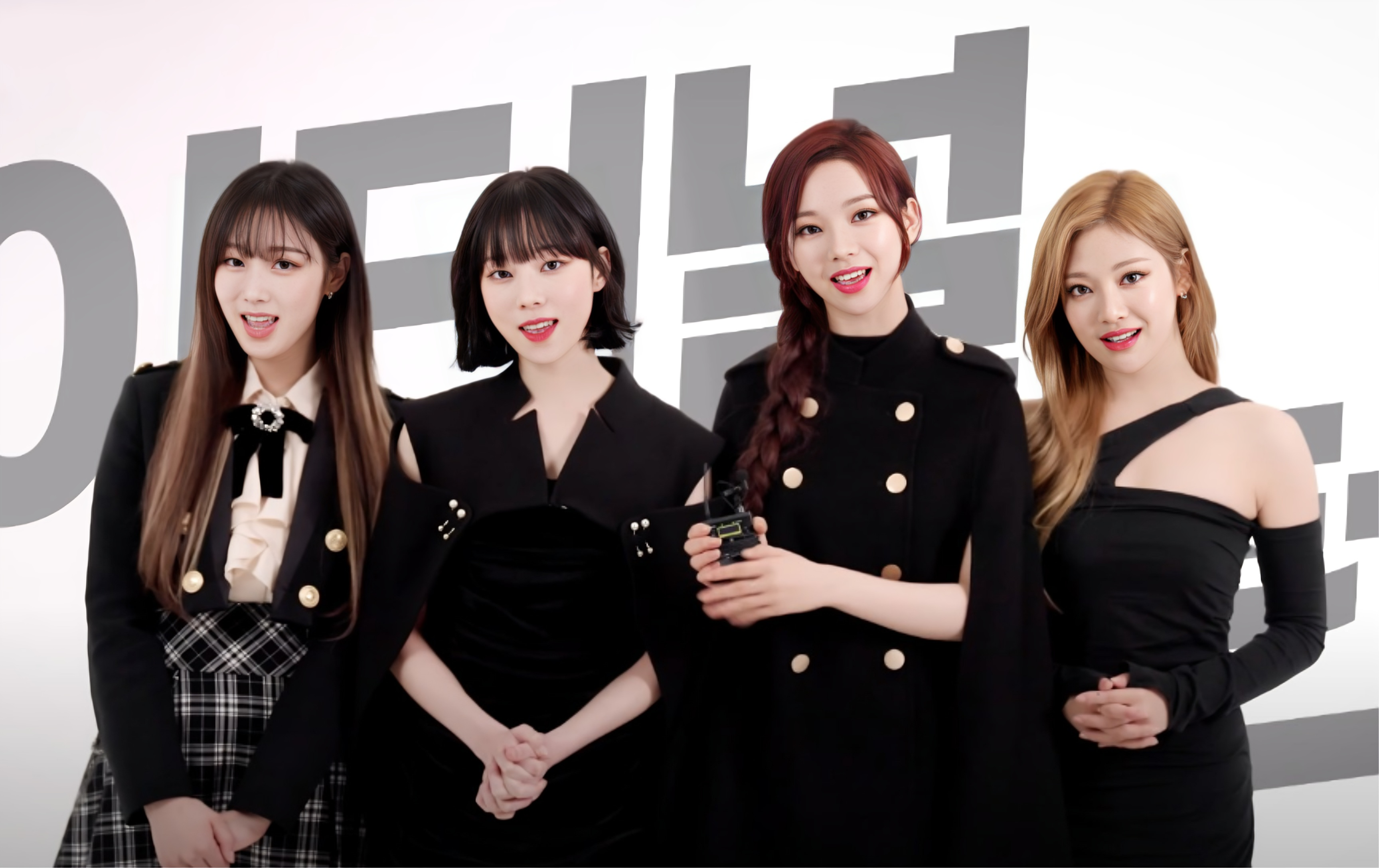
2021 年 11 月的aespa

1月8日，《Black Mamba》MV歷經52天觀看次數突破一億，成為aespa首支破億MV，創下出道MV用時最快達到一億觀看次數的新紀錄。同月13日，aespa獲得Gaon Chart Music Awards音源部門年度新人獎亦是團體出道以來的首次獲獎。。17日，憑借著《Black Mamba》在SBS《人氣歌謠》獲得出道以來第一個音樂節目冠軍。
發行第二張單曲《Forever》
2月5日，发行第二張單曲《Forever》。
發行第三張單曲《Next Level》、MV破億
5月17日，發行第三張單曲《Next Level》。6月19日，單曲《Next Level》MV歷經33天觀看次數突破一億，成為aespa第二支破億MV。6月21日，《Next Level》在Melon 24Hits排行榜上奪得24小時累計收听量的第一名，是在Melon排行榜改版後發行的女團音源首次登上24Hits排行榜榜首。
7月23日，她與美國最大的藝人經紀公司創新藝人經紀公司（CAA）簽約。
發行首張迷你專輯《Savage》、MV破億
10月5日，發行首張迷你專輯《Savage》。aespa憑藉首張專輯《Savage》進入「Billboard 200」第20名。專輯主打歌〈Savage〉公開後隨即登上Melon、Bugs、Genie、Flo等韓國各大串流平台實時榜冠軍位置，並達成「實時All Kill(RAK)」成績。10月15日，〈Savage〉達成PAK(Perfect All Kill)的成績亦是aespa第一首達成PAK的歌曲。10月20日，專輯《Savage》在發行15天之內突破50萬張的銷量紀錄。10月23日，主打歌《Savage》MV歷經18天觀看次數突破一億，成為aespa第三支破億MV。11月25日，參加在美國紐約舉行的梅西百貨感恩節大遊行，並成為首個出演的韓國女團。
發行第四張單曲《Dreams Come True》
12月20日，發布SM STATION單曲《Dreams Come True》，歌曲將收錄於27日所發行的SMTOWN冬季專輯《2021 Winter SMTOWN: SMCU EXPRESS》。

### 2022年：迷你二輯《Girls》
〈Black Mamba〉、〈Next Level〉兩首MV破億
2022年1月14日，《Black Mamba》MV觀看次數突破二億，成為aespa首支破二億MV。28日，第三張單曲《Next Level》MV觀看次數突破二億，成為aespa第二支破二億MV。
4月24日，受邀登上美國最大的戶外音樂祭科切拉谷音樂藝術節的主要舞臺，並演唱尚未公開的英語新歌《Life's Too Short》。
5月12日，《時代雜誌》公佈2022年10名「新一代領袖（Next Generation Leaders）」，aespa以獨特的世界觀與創新的概念入選。同月27日，《富比士雜誌》公佈2022年「富比士30位30歲以下精英榜」該名單將選出10種不同領域的人，aespa以《娛樂與體育》領域入選。
aespa成為《時代雜誌》「新一代領袖（Next Generation Leaders）」首組入選的韓國音樂女子團體和《富比士雜誌》該年度入選的唯一韓國音樂藝人。，5月27日，日本官方網站及日本官方推特帳號上線。
進軍美國
6月1日，SM娛樂宣布與全球音樂廠牌華納唱片簽署全球合作夥伴關係，負責aespa音樂內容的發行和營銷推廣。同日，公開新專輯先行歌曲《Illusion》。同月15日，首張迷你專輯主打歌《Savage》MV觀看次數突破二億，成為aespa第三支破二億MV。
發行首張英文單曲《Life's Too Short》
6月24日，發行英語單曲《Life's Too Short》。美西時間6月26、27日，於美國洛杉磯YouTube Theater舉行《aespa SHOWCASE SYNK in LA》。
美東時間7月5日，aespa受邀出席聯合國2022《可持續發展問題高級別政治論壇》，成員對此發表「Next Generation to the Next Level」主題演講並表演代表歌曲〈Next Level〉。
發行第二張迷你專輯《Girls》、舉辦韓國線下見面會、日本SHOWCASE 活動、〈Girls〉MV破億
7月8日，發行第二張迷你專輯《Girls》。7月30日，舉辦《2022 aespa FAN MEETING : MY SYNK. aespa》見面會亦是團體出道以來首次於韓國舉辦線下見面會。
8月6日及7日，在日本橫濱舉辦SHOWCASE 《aespa JAPAN PREMIUM SHOWCASE 2022 ~SYNK~》亦是aespa出道以來的首次訪日活動。。日本SHOWCASE 為期兩天的活動共吸引四萬名觀眾到場，此外，該活動依據統計共有92萬人參與抽選申請。9月16日，第二張迷你專輯主打歌《Girls》MV歷經70天觀看次數突破一億，成為aespa第四支破億MV。
12月1日，日本粉絲俱樂部「MY-J」成立，26日將參與SMTOWN專輯《2022 Winter SMTOWN: SMCU PALACE》。

### 2023年：首次全球巡演、迷你三輯《MY WORLD》、迷你四輯《Drama》
2月25及26日，aespa以韓國蠶室室內體育館為巡迴起點舉行出道以來的首次單獨演唱會「SYNK : HYPER LINE」。3月15日至4月30日陸續於日本大阪、東京、埼玉和名古屋四個城市共舉辦10場巡迴演出，共吸引11萬名觀眾到場參與。
5月2日，發布先行單曲〈Welcome To My World〉。5月3-5日，發布收錄單曲概念影片〈I'm Unhappy〉、〈Salty and sweet〉和〈thirsty〉。5月8日，發行第三張迷你專輯《MY WORLD》，首日專輯銷量突破137萬，成為歷代女團第一。首週專輯銷量達到169萬，成為歷代女團第一。5月24日，團體作為蕭邦全球品牌大使受邀出席第76届《戛纳电影节》，並成為首個登上此電影節的韓國女團。
5月25日，單曲《Dreams Come True》MV觀看次數突破一億，成為aespa第五支破億MV。8月2日，第三張迷你專輯主打歌《Spicy》MV歷經86天觀看次數突破一億，成為aespa第六支破億MV。
8月5日及6日，aespa在日本東京巨蛋舉辦《aespa LIVE TOUR 2023 'SYNK : HYPER LINE' in JAPAN -Special Edition-》演唱會，兩日共有9萬4千名觀眾到場參與。 此外，aespa以出道2年8個月（991天）的時間，成為自出道以來最短時間登上東京巨蛋的國外藝人。
8月18日，发行英文单曲《Better Things》。
9月12日組合宣佈加入粉絲社群平台Weverse和觀眾對話。
10月6日，Aespa發行單曲《Zoom Zoom》，作為《Beyblade X》動畫的片尾曲。
11月10日，發行第四張迷你專輯《Drama》。

### 2024年：單曲《時代遺憾》、正规一辑《Armageddon》、日本出道、迷你五辑《Whiplash》

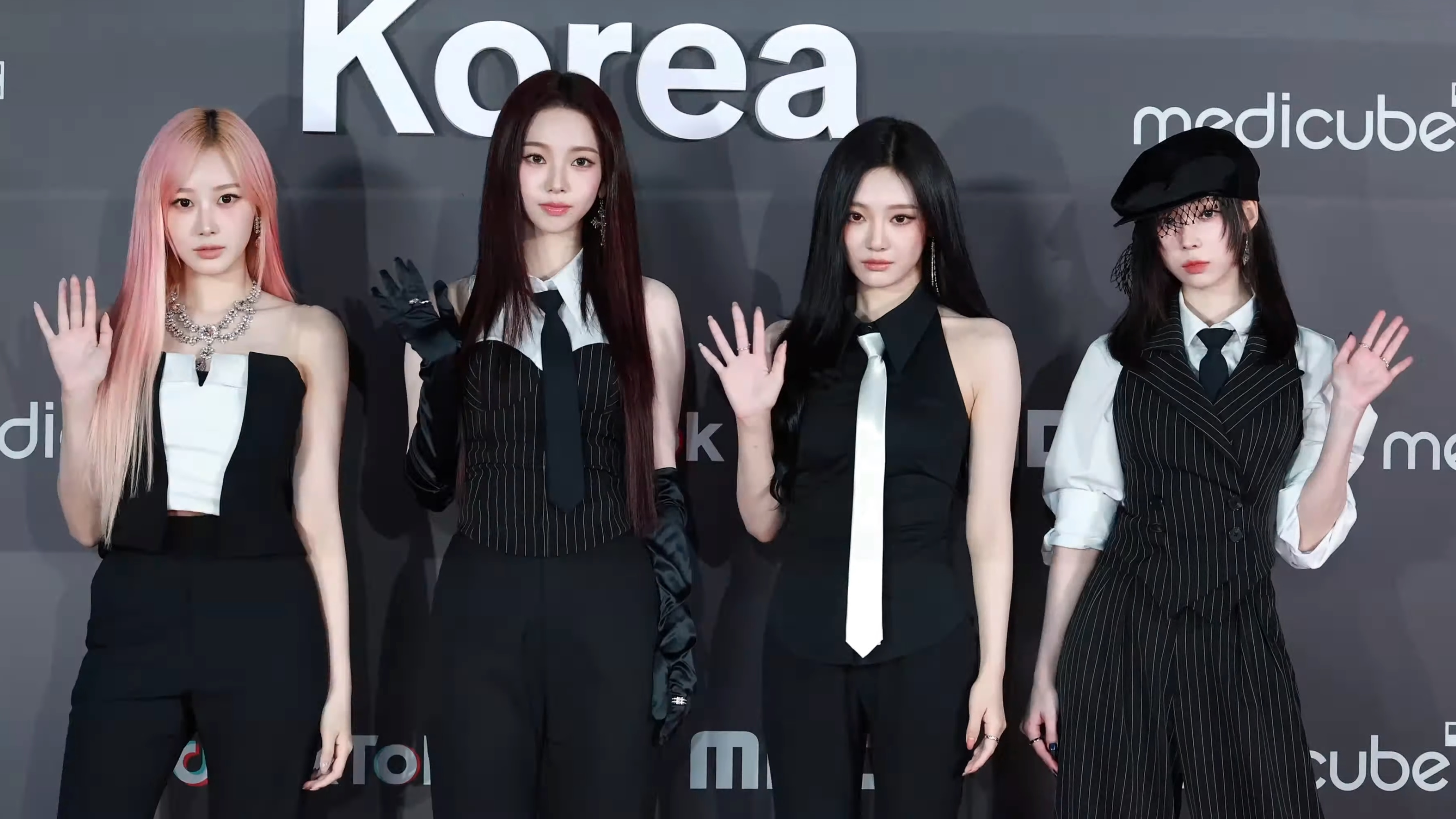
Aespa在11月15日進行活動

1月15日，發佈SM STATION單曲《時代遺憾》。
2月8日，第四張迷你專輯主打歌MV《Drama》MV歷經90天觀看次數突破一億，成為aespa第七支破億MV。
5月13日，發布正規專輯《Armageddon》第一首主打曲《Supernova》。
5月27日，發行首張正規專輯《Armageddon》及公開第二首主打曲《Armageddon》。
7月3日，發行首張日文單曲《Hot Mess》，正式于日本出道。
7月6日，第二次日本巡迴演唱會「2024 aespa LIVE TOUR - SYNK:PARALELL LINE - in Japan」將在福岡、埼玉、大阪、愛知四地舉行。
7月21日，正规专辑第一首主打曲《Supernova》MV历经69天观看次数突破一亿，成为aespa第八支破亿MV。
10月21日，发行第五张迷你专辑《Whiplash》。
11月1日，第四张迷你专辑主打歌《Drama》MV观看次数突破二亿，成为aespa第四支破二亿MV。
11月9日，第三张单曲《Next Level》MV观看次数突破三亿，成为aespa首支破三亿MV。
11月24日，正规专辑第二首主打曲《Armageddon》MV历经5个月观看次数突破一亿，成为aespa第九支破亿MV。

### 2025年：单曲专辑《Dirty Work》、迷你六辑《Rich Man》
1月1日，第五张迷你专辑主打歌《Whiplash》MV历经72天观看次数突破一亿，成为aespa第十支破亿MV。
2月14日，Karina和Winter參與了SMTOWN專輯《2025 SMTOWN: THE CULTURE, THE FUTURE》的錄製，翻唱了f(x)的歌曲《Rum Pum Pum Pum》，並演唱了主打歌《Thank You》。
6月12日，正规专辑第一首主打曲《Supernova》MV观看次数突破二亿，成为aespa第五支破二亿MV。
6月27日，发行首张单曲专辑《Dirty Work》回归。
7月14日，第五张迷你专辑主打歌《Whiplash》MV观看次数突破二亿，成为aespa第六支破二亿MV。
9月5日，发行第六张迷你专辑《Rich Man》。

## 音乐风格与艺术性
aespa的音乐风格在第四代女子团体中独树一帜，主要融合了EDM、Hip-Hop、R&B等多种风格，编曲着重加入强烈的电音贝斯和敲打乐器，配合四个成员不同的嗓音条件，被媒体冠以“铁味”曲风，也成为了大众对aespa音乐风格主要且深刻的印象。Next Level、Savage、Drama等主打曲，是团体“铁味”风格的代表作。
而在第一张正规专辑发布之际，成員WINTER曾將〈Supernova〉比喻成「罐裝（깡통）罐頭」味道的歌曲，形容另一首主打〈Armageddon〉像「泥土味（土味）（흙）。」WINTER表示「許多人都會提及aespa的歌曲有著「金屬味（鐵味）（쇠맛）這張專輯中除了金屬味以外還有輕快的舞曲和流行樂曲等多樣化的音樂類型。」

## 音樂作品
| 正規專輯 - 2024年5月27日：《Armageddon》 迷你專輯 - 2021年10月5日：《Savage》 - 2022年7月8日：《Girls》 - 2023年5月8日：《My World》 - 2023年11月10日：《Drama》 - 2024年10月21日：《Whiplash》 - 2025年9月5日：《Rich Man》 單曲專輯 - 2025年6月27日：《Dirty Work》 數位單曲 - 2020年11月17日：《Black Mamba》 - 2021年2月5日：《Forever》 - 2021年5月17日：《Next Level》 SM STATION單曲 - 2021年12月20日：《Dreams Come True》 - 2024年1月15日：《時代遺憾》 | 數位單曲 - 2022年6月24日：《Life's Too Short》 - 2023年11月24日：《Jingle Bell Rock》 單曲專輯 - 2023年8月18日：《Better Things》 | 單曲 - 2024年7月3日：《Hot Mess》 數位單曲 - 2023年10月7日：《ZOOM ZOOM》 |

### 原聲帶
| 年份   | 發行日  | 電視 / 電影名稱                          | 歌曲名稱      | 來源            |
| ------ | ------- | ---------------------------------------- | ------------- | --------------- |
| 2023年 | 3月31日 | 《俄羅斯方塊》插曲                       | Hold On Tight | [ 123 ] [ 124 ] |
| 2023年 | 8月23日 | 《寶可夢地平線：系列》海外版片頭曲       | We Go         | [ 125 ] [ 126 ] |
| 2023年 | 10月6日 | 《戰鬥陀螺X》片尾曲                      | ZOOM ZOOM     | [ 127 ]         |
| 2024年 | 3月29日 | 《Fraggle Rock: Back to the Rock》第二季 | Get Goin      | [ 128 ]         |
| 2024年 | 4月5日  | 《Rebel Moon—第2部：烙印之人》           | Die Trying    | [ 129 ]         |

### 合作歌曲
| 年份   | 發行日  | 專輯名稱          | 歌曲名稱 | 合作藝人                 | 來源    |
| ------ | ------- | ----------------- | -------- | ------------------------ | ------- |
| 2024年 | 2月29日 | 《Djesse Vol. 4》 | Over You | 雅各·科里爾、克里斯·馬汀 | [ 130 ] |

### 遊戲聯名歌曲
| 年份   | 發行日  | 遊戲名稱     | 歌曲名稱  | 來源    |
| ------ | ------- | ------------ | --------- | ------- |
| 2025年 | 7月15日 | 《絕地求生》 | Dark Arts | [ 131 ] |

## 影視作品

### 專屬節目
- 《Aespa's Synk Road》（2022）
- 《aesparty》（2024）

## 演唱會及其他演出

### 巡迴演唱會
- SYNK : HYPER LINE（2023）
- SYNK : Parallel Line（2024）
- SYNK : aeXIS LINE（2025）

## 獎項
截止2025年4月，aespa已荣获超过160项提名，获得超过80个奖项，其中包含14个大赏。本土打歌节目方面，共拿下38个1位。
aespa在出道年即获得韩国音乐大奖最佳新人，成为有史以来第一个获此殊荣的K-POP团体，并横扫 MMA、MAMA、金唱片、首尔歌谣大赏、Circle Chart大奖、韩国音乐大奖的所有新人奖，成为Kpop团体有史以来第一个“新人奖全满贯”。
在2024年甜瓜音乐奖中，aespa囊括了"年度艺人"、"年度专辑"、"年度歌曲"，是K-POP唯一获得此殊荣的女子团体，加上2021年度的"最佳制作"大赏，aespa也成为了继防弹少年团后，第二个获得甜瓜音乐奖所有四项大赏的团体，也是唯一获此殊荣的女子团体 。
继2022年以Next Level获得韩国音乐大奖年度歌曲后，aespa在2025年凭借Supernova再次获得该奖项，成为有史以来第一个两度获此殊荣的女子团体。加上2022年获得的"最佳新人"和"最佳K-POP歌曲" ，以及2025年获得的"最佳K-POP歌曲"和"最佳K-POP专辑"，aespa成为该颁奖礼获奖数和获大赏数最多的女子团体，也是获奖数第二、获大赏数第三的艺人。 
其主打曲Supernova也一举摘得 MMA、MAMA、金唱片、韩国音乐大奖、D Awards 等多个颁奖礼的“年度歌曲”大赏，成为历史上获得大赏最多的歌曲。
与此同时，aespa在海外也先后拿下 MTV Europe Music Awards “最佳韩国艺人”、Billboard Women in Music “年度组合”、MTV VMA Japan 年度艺人等多个奖项。

## 外部連結
| 官方網站 - SM娛樂官方主頁 - aespa官方網站 - aespa日本官方網站（日語） - aespa日本華納音樂（日語） | 社群網站 - YouTube上的aespa頻道 - aespa的Facebook專頁 - aespa的Instagram帳戶 - aespa的X（前Twitter） - aespa日本官方的X（前Twitter） - aespa的新浪微博 - aespa的TikTok - aespa官方V LIVE - aespa的哔哩哔哩个人空间 - aespa官方Weverse - aespa的抖音账号 - aespa的小红书账号 |